# Hajime Kamoshida
Hajime Kamoshida (jap. 鴨志田一 Kamoshida Hajime; ur. 11 kwietnia 1978 w prefekurze Kanagawa) – japoński powieściopisarz, znany przede wszystkim z light novel Sakura-sō no Pet na kanojo i Seishun buta yarō, które zostały zaadaptowane na mangę i anime. Zadebiutował w 2007 roku serią Kaminaki sekai no eiyūden (jap. 神無き世界の英雄伝).

## Twórczość

### Light novel
- Kaminaki sekai no eiyūden (2007)[1]
- Kaguya: Tsuki no usagi no gin no hakobune (2008–2009)[2]
- Hōkago Idol (2011)[3]
- Sakura-sō no Pet na kanojo (2010–2014)[4]
- Seishun buta yarō (2014–2024)[5]

### Anime
- Sakura-sō no Pet na kanojo (2012–2013) – oryginalny twórca, scenariusz
- M3: The Dark Metal (2014) – scenariusz
- Selector Spread WIXOSS (2014) – scenariusz
- Kidō Senshi Gundam: Tekketsu no Orphans (2015-2017) – scenariusz
- Just Because! (2017) – scenariusz[6]
- Seishun buta yarō (2018) – oryginalny twórca
- Getsuyōbi no tawawa 2 (2021) – scenariusz[7]
- Synduality (2023) – oryginalny zarys historii[8]

### Manga
- Kidō Senshi Gundam: Tekketsu no Orphans (2014–2018)
- Tora Kiss: A School Odyssey (2012–2014)
- Kidō Senshi Gundam Eight[9]